# Perfect Crime
Perfect Crime – drugi album studyjny japońskiej piosenkarki Mai Kuraki, wydany 4 lipca 2001. Album osiągnął 1 pozycję w rankingu Oricon i pozostał na liście przez 17 tygodni, sprzedał się w nakładzie 1 319 970 egzemplarzy. Album zdobył status Milion.

## Lista utworów
| Nr  | Tytuł                                            | Słowa                         | Kompozycja                                    | Aranżacja                  | Czas |
| --- | ------------------------------------------------ | ----------------------------- | --------------------------------------------- | -------------------------- | ---- |
| 1.  | "PERFECT CRIME"                                  | Mai Kuraki                    | Akihito Tokunaga                              | Akihito Tokunaga           | 4:37 |
| 2.  | "Start in my life"                               | Mai Kuraki                    | Aika Ōno                                      | Cybersound                 | 5:08 |
| 3.  | "Reach for the sky"                              | Mai Kuraki                    | Aika Ōno                                      | Cybersound                 | 4:48 |
| 4.  | "Brand New Day"                                  | Mai Kuraki                    | Aika Ōno                                      | Akihito Tokunaga           | 3:47 |
| 5.  | "Stand Up"                                       | Mai Kuraki                    | Akihito Tokunaga                              | Akihito Tokunaga           | 4:38 |
| 6.  | "Come on! Come on!"                              | Mai Kuraki, Michael Africk    | Perry Geyer, Miguel Sá Pessoa, Michael Africk | Cybersound                 | 4:10 |
| 7.  | "always"                                         | Mai Kuraki                    | Aika Ōno                                      | Cybersound                 | 4:09 |
| 8.  | "What are you waiting for"                       | Mai Kuraki, Keith Bazzle      | Tomoo Kasahara, Yoko Black. Stone             | Yoko Black. Stone          | 5:04 |
| 9.  | "think about"                                    | Mai Kuraki, Yoko Black. Stone | Yoko Black. Stone                             | Yoko Black. Stone          | 4:44 |
| 10. | "Tsumetai umi" (jap. 冷たい海)                   | Mai Kuraki                    | Aika Ōno                                      | Cybersound                 | 4:42 |
| 11. | "Reach for the sky GOMI REMIX 〜Radio Edit〜"    | Mai Kuraki                    | Aika Ōno                                      | Cybersound Remixed by GOMI |      |
| 12. | "Itsuka wa ano sora ni" (jap. いつかは あの空に) | Mai Kuraki                    | Aika Ōno                                      | Cybersound                 | 4:32 |
| 13. | "The ROSE 〜melody in the sky〜"                 | Mai Kuraki                    | Aika Ōno                                      | Aika Ōno                   | 2:00 |

## Notowania
| Lista                       | Pozycja |
| --------------------------- | ------- |
| Oricon Weekly Albums Chart  | 1       |
| Oricon Monthly Albums Chart | 3       |
| Oricon Yearly Albums Chart  | 12      |